# Magnesioferrite
La magnesioferrite (simbolo IMA: Mfr) è un minerale raro del supergruppo dello spinello e in particolare degli ossispinelli, nella cui famiglia occupa un posto nel sottogruppo dello spinello; appartiene alla classe minerale degli "ossidi e idrossidi" con la composizione chimica MgFe3+2O4 ed è quindi, da un punto di vista chimico, un ossido di magnesio-ferro.
La magnesioferrite forma una serie mista con la magnetite.

## Etimologia e storia
La magnesioferrite è stata scoperta per la prima volta nelle lave vulcaniche del Vesuvio, in provincia di Napoli (Italia). Fu descritta per la prima volta nel 1859 da Karl Friedrich Rammelsberg, che chiamò il minerale come i suoi componenti principali, il magnesio e il ferro.

## Classificazione
Nella Sistematica dei lapis (Lapis-Systematik) di Stefan Weiß al minerale è stato assegnato il sistema nº IV/B.02; ciò corrisponde alla classe degli "ossidi con rapporto metallo/ossigeno = 3:4 (spinello di tipo M3O4 e composti correlati)", dove la magnesioferrite insieme a cuprospinello, franklinite, jacobsite, magnetite e trevorite forma il gruppo degli "spinelli di ferrite".
La nona edizione della sistematica minerale di Strunz, valida dal 2001 e aggiornata dall'Associazione Mineralogica Internazionale (IMA) fino al 2009, elenca la magnesioferrite nella classe "4. Ossidi (idrossidi, V[5,6] vanadati, arseniti, antimoniti, bismutiti, solfiti, seleniti, telluriti, iodati)" e nella sottoclasse "4.B Metallo:Ossigeno = 3:4 e simili"; questa è ulteriormente suddivisa in base alla dimensione dei cationi coinvolti, in modo che la magnesioferrite possa essere trovata nella sezione "4.BB Con soltanto cationi di media dimensione" dove insieme a cocromite, cuprospinello, filipstadite, jacobsite, magnesiocoulsonite, nicromite, qandilite, vuorelainenite, zincocromite, cromite, franklinite, gahnite, galaxite, hercynite, magnesiocromite, magnetite, spinello, trevorite, ulvöspinello e coulsonite forma il sistema nº 4.BB.05.
Tale classificazione viene mantenuta invariata anche nell'edizione successiva, proseguita dal database "mindat.org" e chiamata Classificazione Strunz-mindat, con l'aggiunta dei minerali harmunite, wernerkrauseite e deltalumite.
Anche la sistematica dei minerali secondo Dana, che viene utilizzata principalmente nel mondo anglosassone, classifica la magnesioferrite nella classe degli "ossidi e idrossidi" e lì nella sottoclasse degli "ossidi multipli". Qui si trova insieme a brunogeierite, cuprospinello, franklinite, jacobsite, magnetite e trevorite nel "sottogruppo del ferro" con il sistema nº 07.02.02 all'interno della sottosezione degli "ossidi multipli (A+B2+)2X4, gruppo dello spinello".

## Abito cristallino
La magnesioferrite cristallizza nel sistema cubico nel gruppo spaziale Fd3m (gruppo nº 227) con il parametro del reticolo a = 8,38 Å e 8 unità di formula per cella unitaria.

## Origine e giacitura
La magnesioferrite di solito si forma sulle fumarole o metamorficamente quando vengono bruciati cumuli di marna e carbone. Può anche essere trovato come componente accessorio di kimberlite, carbonatite e gabbri alcalini. I minerali di accompagnamento includono l'ematite, con la quale la magnesioferrite si fonde regolarmente, così come la titanomagnetite e le diopsidi contenenti ferro.
Essendo una formazione minerale piuttosto rara, la magnesioferrite può essere abbondante in vari siti, ma nel complesso non è molto comune; sono stati documentati circa 100 siti per la magnesioferrite. Oltre alla località tipo, il Vesuvio, la magnesioferrite è stata trovata in Italia anche nella vicina cava di "Villa Inglese" nei pressi di Torre del Greco e a Sant'Anastasia sul Monte Somma in Campania, nei pressi di Colle Cimino presso Marino e Corcolle (vicino a Tivoli nel Lazio), in varie rocce vulcaniche provenienti dall'Etna e da Stromboli in Sicilia e nella cava di "Vispi" nei pressi di San Venanzo e nelle rocce subvulcaniche vicino a Colle Fabbri, nei pressi di Spoleto in Umbria.
In Germania, la magnesioferrite veniva prodotta nelle cave di Orberg vicino a Schelingen e Badloch am Badberg vicino a Vogtsburg im Kaiserstuhl nel Baden-Württemberg; è stata rinvenuta in varie località del circondario di Mayen-Coblenza (Wingertsberg, Ettringer Bellerberg, Nickenich, Wannenköpfe) e nel Vulkaneifel (Emmelberg, Feuerberg, Rother Kopf) in Renania-Palatinato e sul cumulo di scorie della miniera a cielo aperto di Lichtenberg vicino a Ronneburg in Turingia. Inoltre, la magnesioferrite potrebbe è stata anche rinvenuta come componente del meteorite "Kiel", una condrite L6 caduta nel 1962 vicino all'omonima città nello Schleswig-Holstein.
In Austria, il minerale è stato finora trovato solo nel distretto di Spittal an der Drau vicino al lago di Millstatt in Carinzia; nelle cave di basalto sullo Stradner Kogel e vicino a Klöch, nonché nei campioni di roccia prelevati durante la costruzione del tunnel di Kirchdorf vicino a Kirchdorf (una frazione del comune di Pernegg an der Mur) in Stiria. È stato trovato anche nel comune tirolese di Prägraten am Großvenediger.
Abbondanti ritrovamenti di magnesioferrite sono noti anche dal fiume Ilimpeja, nel circondario federale della Siberia (in Russia).
Altri siti includono la Cina, il deserto del Negev (Israele), il Canada, la Polonia, la Repubblica Ceca e gli Stati Uniti.

## Forma in cui si presenta in natura
La magnesioferrite sviluppa cristalli ottaedrici ben formati e gemelli di contatto fino a circa 5 mm di dimensione. Di solito si trova sotto forma di aggregati minerali da granulari a massicci di colore da nero-brunastro a nero e una lucentezza metallica sulle superfici. Il minerale è generalmente opaco e il colore del suo striscio è rosso scuro.